# Sønderjylland

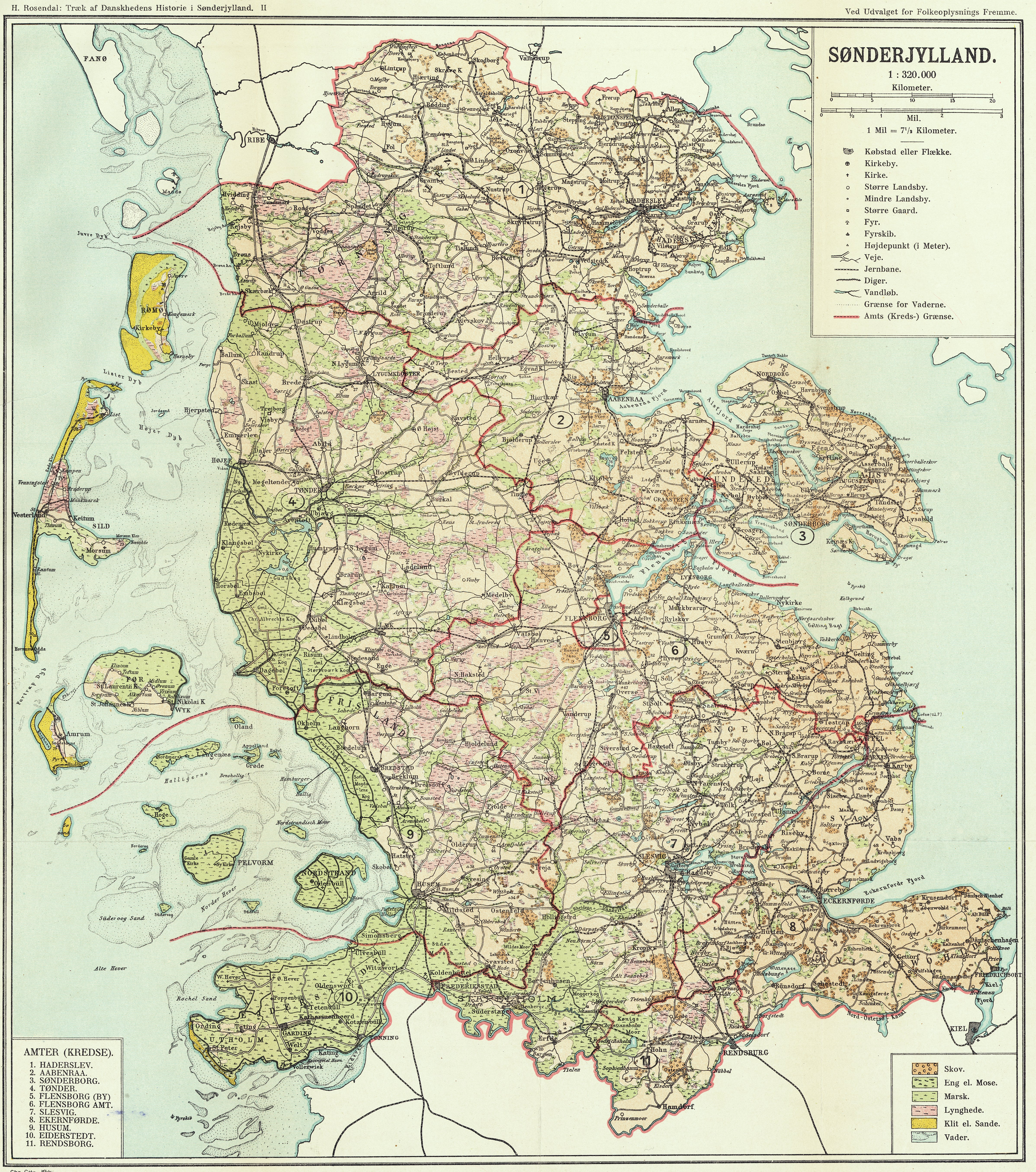
Karte von Sønderjylland / Schleswig 1918

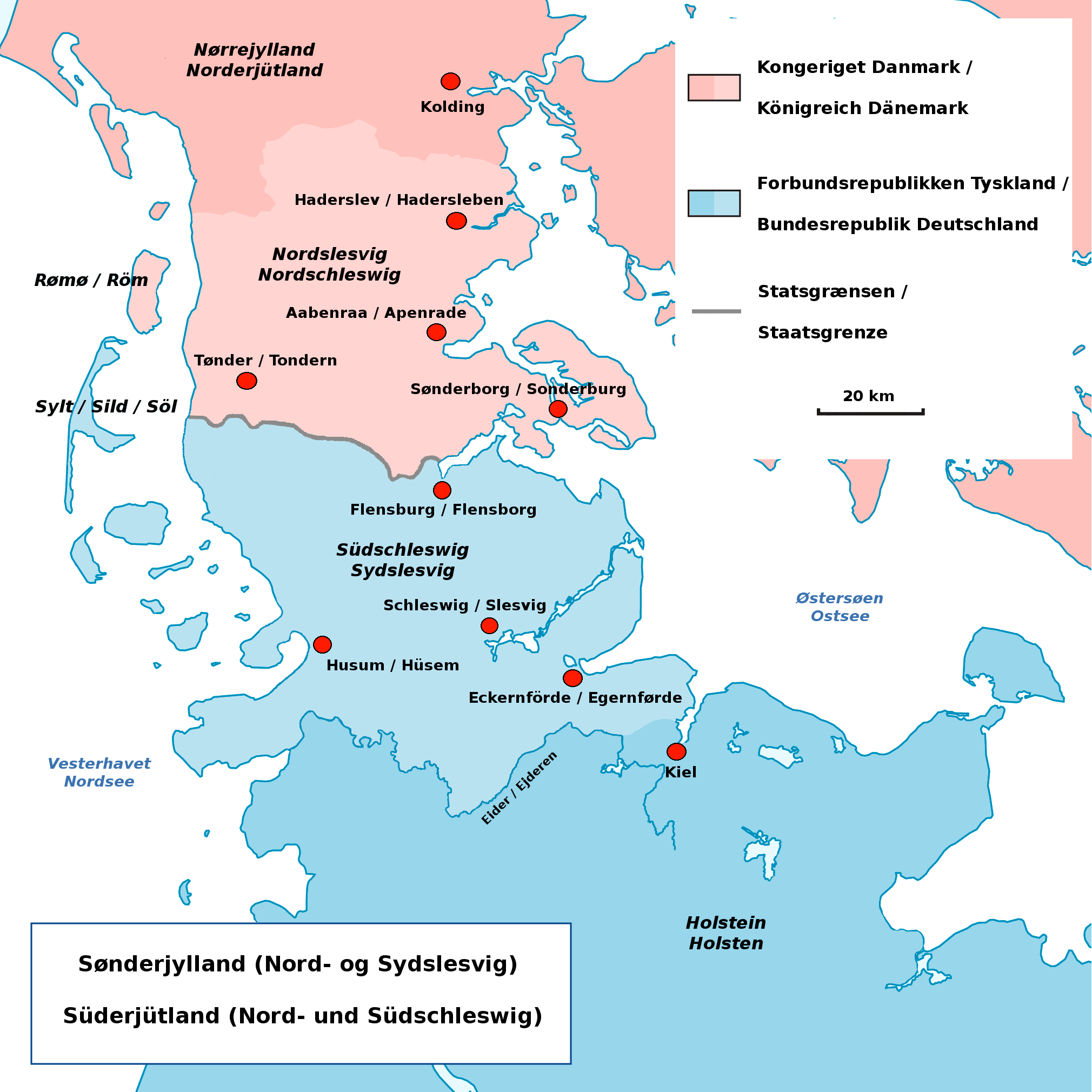
Das historische Sønderjylland (vereinfacht) mit mehrsprachigen Ortsnamen, der moderne Sprachgebrauch bezieht sich auf das hellrosa markierte Gebiet.

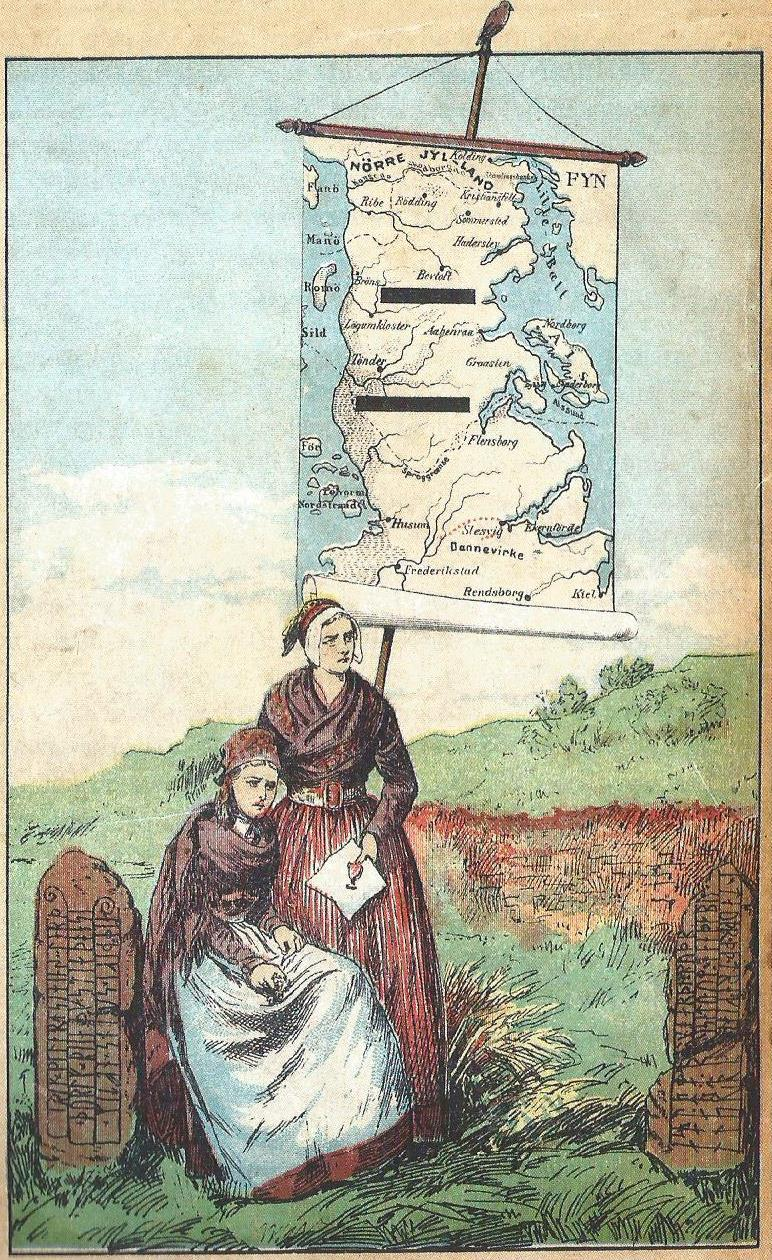
In preußischer Zeit wurde der Begriff „Sønderjylland“ 1895 verboten. Die Abbildung zeigt die Sønderjyske piger (≈ Süderjütische Mädchen) in Volkstracht der Inseln Föhr und Alsen vor der Waldemarsmauer des Danewerks.

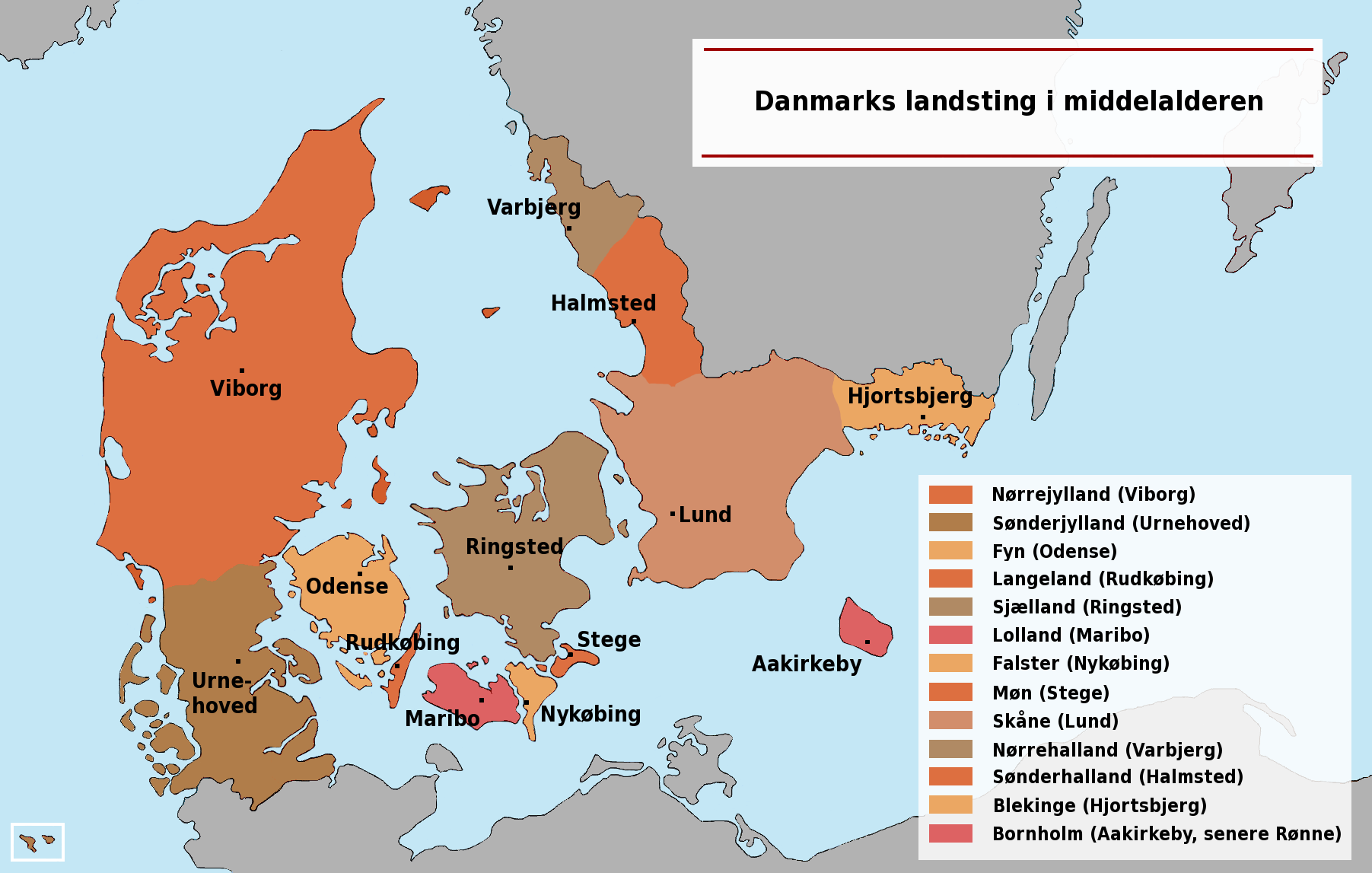
Die dänischen Landstinge im Mittelalter

Sønderjylland oder Süderjütland bezeichnet geographisch den Südteil der jütischen Halbinsel. Historisch betrachtet ist Süderjütland eine dänische Bezeichnung für das Gebiet, auf dem sich das Herzogtum Schleswig entwickelte. Dieses reichte von der Eider bis an die Königsau (dänisch Kongeå).
Infolge der 1920 durchgeführten Volksabstimmung in Schleswig, bei der über die nationale Zugehörigkeit zu Dänemark oder Deutschland entschieden wurde, fiel der Nordteil des Landesteils (Nordschleswig) an Dänemark, der Südteil (Südschleswig) blieb bei Deutschland. Auch wenn Sønderjylland und Schleswig historisch die gleiche Region bezeichnen, setzte sich nach 1920 im Sprachgebrauch der Bevölkerung allmählich der Begriff Sønderjylland für das Gebiet zwischen der Königsau (als Grenze zu Nørrejylland) und der heutigen deutsch-dänischen Grenze durch.

## Geschichte
Jütland war im Frühmittelalter in einen nördlichen (nördlich der Königsau) und südlichen Landesteil (südlich der Königsau) eingeteilt, die beide eigene Landstinge besaßen. Süderjütland bestand aus den drei Sysseln Barved, Ellum und Idstedt, seine Thingstätte befand sich in Urnehoved bei Bjolderup.
Parallel zur Bezeichnung Süderjütland kam bereits im 10. Jahrhundert der Name Schleswig auf. Sie findet sich beispielsweise in der Namensgebung der zwischen Schlei und Eider gelegenen Mark Schleswig, die von 934 bis 1025 Teil des Stammesherzogtums Sachsen war und von 962 bis 1025 unter den Kaisern Otto I., Otto II., Otto III., Heinrich II. und Konrad II. die nördliche Grenzmark des Heiligen Römischen Reiches bildete. Im 12. Jahrhundert nahm der letzte Jarl Knud Lavard den Titel Herzog (dux Jucie) an.
Bis 1500 wurden die Begriffe Schleswig und Süderjütland rund fünfhundert Jahre synonym auf Deutsch und Dänisch gebraucht, doch wurde das Herzogtum seit der Herrschaft der Schauenburger Herzöge Ende des 14. Jahrhunderts überwiegend nach der Residenzstadt Schleswig benannt, dies wurde in der frühen Neuzeit schließlich der gebräuchlichere Ausdruck. Erst im Zuge des aufkommenden Nationalismus im 19. Jahrhundert wurde der Begriff Sønderjylland/Süderjütland von dänischer Seite wieder verstärkt verwendet. 1895 wurde die Verwendung des Begriffs schließlich von preußischer Seite verboten.
Nach seiner Niederlage im Deutsch-Dänischen Krieg musste Dänemark im Wiener Frieden auf Sønderjylland verzichten. Es kam unter preußische Verwaltung. Nach dem Sieg Preußens über Österreich erfolgte eine Neuordnung aufgrund des Prager Friedens von 1866: Schleswig wurde mit den Herzogtümern Holstein und Lauenburg zur preußischen Provinz Schleswig-Holstein vereinigt. Den Verlauf der Nordgrenze ließ Otto von Bismarck dabei nach pragmatischen Gesichtspunkten festlegen.
Der Friedensvertrag von Versailles griff 1919 die bereits 1866 festgeschriebene Idee einer Volksabstimmung in Schleswig/Sønderjylland auf, um eine Grenzziehung auf Basis des Selbstbestimmungsrechts der Völker vorzunehmen. Nach den Volksabstimmungen in zwei von drei zuvor festgelegten Zonen setzte eine Kommission des Völkerbundes 1920 den exakten Verlauf der heutigen Grenze fest.
Auf dänischer Seite wurde der zurückgewonnene Landesteil in den Jahren nach 1920 zunächst De sønderjyske landsdele genannt. Mit der Bezeichnung wurde unterstrichen, dass mit der Volksabstimmung 1920 nur ein Teil Sønderjyllands zu Dänemark gekommen war. Im Sprachgebrauch der Bevölkerung setzte sich jedoch mit der Zeit der Begriff Sønderjylland für Nordschleswig durch. Historisch gesehen ist die Verwendung des Begriffs allein für Nordschleswig nicht korrekt; sie spiegelt jedoch die staatspolitische Realität nach der Teilung Schleswigs 1920 wider. Entsprechend wurde auch das zwischen 1970 und 2006 in der Region bestehende Amt als Sønderjyllands Amt bezeichnet. Als Besonderheit in Dänemark besteht in den angehörigen Kommunen das preußische zivile Personenstandsregister fort, während im Rest des Königreiches die Dänische Volkskirche standesamtliche Aufgaben wahrnimmt. Auf deutscher Seite blieb der Begriff Nordschleswig erhalten, während statt Südschleswig in der Regel vom „Landesteil Schleswig“ gesprochen wird.
Dänemark führte 1970 eine Verwaltungsgebietsreform durch. Die vier Kreise Tønder Amt (dt.: Amt Tondern), Sønderborg Amt (Amt Sonderburg), Aabenraa Amt (Amt Apenrade) und Haderslev Amt (Amt Hadersleben) wurden zu Sønderjyllands Amt zusammengefasst. 2007 verwischte eine neue Kommunalgebietsreform die historisch bedingten Verwaltungsgrenzen; Sønderjyllands Amt wurde Teil der Region Syddanmark.
1997 wurde die Region Sønderjylland-Schleswig ins Leben gerufen. Diese Europaregion dient der formalisierten grenzüberschreitenden Zusammenarbeit der beteiligten Gebietskörperschaften.